# Digital Audio Workstation

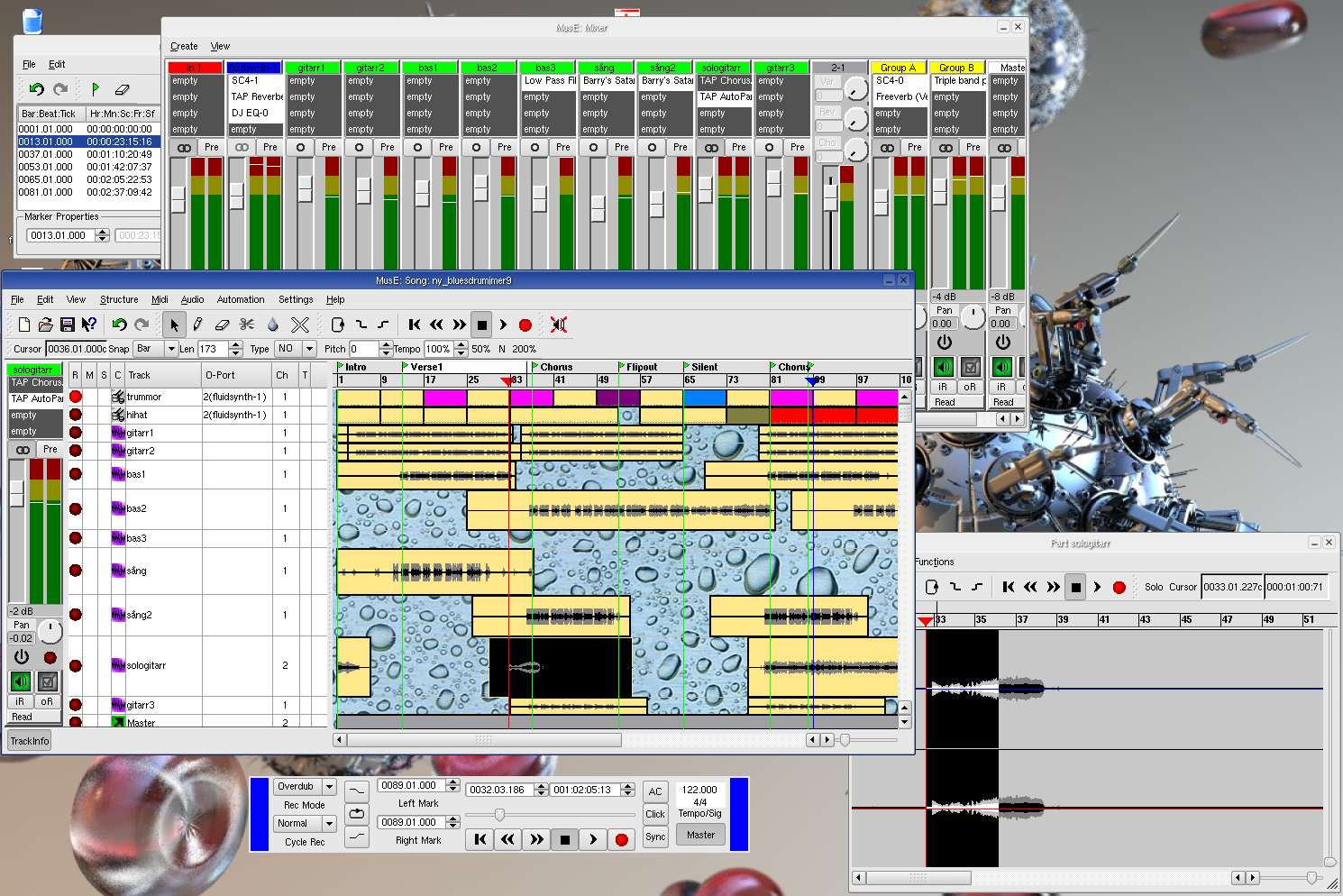
DAW-Beispiel: MusE

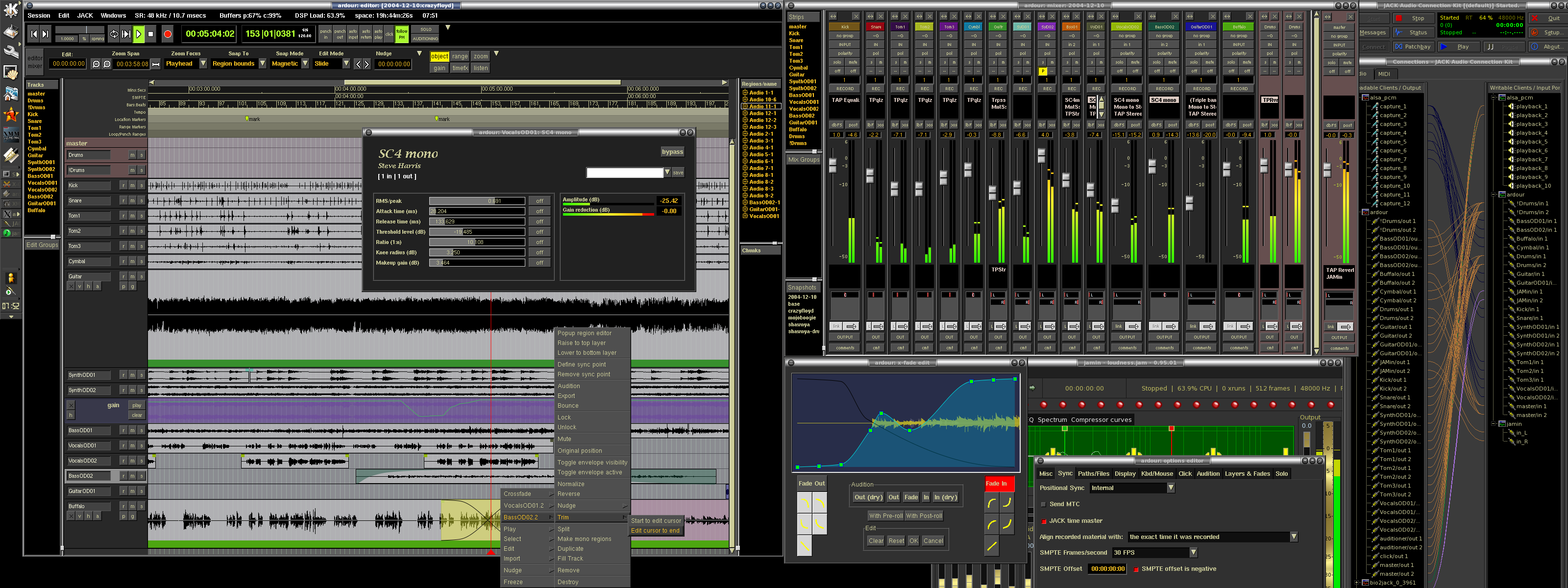
DAW-Beispiel: Ardour

Eine Digital Audio Workstation (kurz DAW) ist ein Verbund digitaler Geräte zur Aufzeichnung und Verarbeitung von Schallsignalen bei Tonaufnahmen, Musikproduktion, Abmischung und Mastering, der sich durch eine hohe Integration von Komponenten auszeichnet. Heute versteht man unter dem Begriff meist ein computergestütztes System mit entsprechender Hardware (hochwertige Audiokarte) und Musiksoftware. Ursprünglich war es die Bezeichnung für Harddisk-Recording-Geräte, als HD-Recording mittels PC oder Mac noch nicht möglich war.

## Geschichte
Der Begriff „Digital Audio Workstation“ wird seit den 1980er Jahren verwendet. Als erste Digital Audio Workstation wurde das von 1975 bis 1991 hergestellte Synclavier bezeichnet. Die erste DAWs mit HD-Recorder-Funktion war der Fairlight CMI.

## Grundlagen
Externe Geräte analoger und digitaler Natur (Röhrenkompressoren, Bandmaschinen, Nachhall, Verzögerung = Delay usw.) können durch interne digitale Bausteine emuliert bzw. ersetzt werden. Diese Bausteine werden als Plug-ins, zum Beispiel VST-Modul, CLAP oder Audio Unit, für einen Software-Host bereitgestellt. Durch die entstehende Minimalisierung sinken die Anschaffungskosten bei gleichzeitiger Leistungssteigerung. Trotzdem findet man heute in den meisten Tonstudios eine Kombination von DAW und externen, zumeist analogen Geräten, um die Vorteile beider Verfahren gleichermaßen auszunutzen.
Die DAW hat besonders durch den enormen Anstieg von Prozessorleistung und angepasster Befehlssätze große Verbreitung gefunden. So kann man heutzutage selbst mit einem kostengünstigen Rechner, mit relativ geringem Materialaufwand, professionell klingende Musikproduktionen erstellen.

## Arbeit mit der DAW
Mit einer DAW arbeitet man üblicherweise nicht-linear und nicht-destruktiv. Nicht-linear bedeutet, dass man im Gegensatz zur Arbeit mit einem Tonband mühelos jede Stelle eines Projektes in beliebiger Reihenfolge bearbeiten kann. Das geschieht auf nicht-destruktive Weise, es wird also kein Audiomaterial verändert oder gar zerstört, sondern man arbeitet lediglich mit Verweisen auf das Material, sogenannten Regionen, die in einer Wiedergabeliste arrangiert und bearbeitet werden. Durch eine beliebig hohe grafische Auflösung (durch Hereinzoomen) kann mit einer Genauigkeit von einem Sample geschnitten werden. Die Arbeit hat so auch eine hohe visuelle Komponente, da man sich nicht mehr nur auf das Hören, wie beim Schnitt an der Bandmaschine, sondern auch auf den optischen Eindruck verlässt. Sämtliche Veränderungen können rückgängig gemacht werden.

## Systeme
Bei den DAWs gibt es im Wesentlichen zwei verschiedene Systeme, stand-alone und host-basierte:

### Stand-alone-Systeme
Eigenständige Audio-Systeme wie AMS-Audiofile, Fairlight oder Sonic Solutions, deren Hardware in einem eigenen Rechner untergebracht ist, der ausschließlich für die Audio-Aufzeichnung und -Bearbeitung zuständig ist. Dazu gibt es, etwa bei Fairlight, eine Fernbedienung, die durch spezielle Tasten und ein Jog/Shuttle eine einfache und schnelle Bedienung des Systems ermöglicht. Die Vorteile von solchen Systemen sind extrem hohe Betriebssicherheit und eine einfache Bedienung, weswegen Fairlight beim öffentlich-rechtlichen Rundfunk verbreitet ist. Dabei sind Stand-alone-Systeme allerdings auch extrem teuer.

### Host-basierte Systeme
Hier übernimmt ein Desktop-Computer die Rolle eines „Hosts“ (Gastgebers) für die Software und Hardware. Dadurch sind die Kosten relativ gering, das System ist leicht erweiter- oder umrüstbar, bietet aber auch nur eine geringe Betriebssicherheit, die von dem verwendeten Betriebssystem (üblicherweise macOS oder Windows) abhängt. Wachsender Beliebtheit erfreuen sich zudem DAW-Lösungen auf Basis mobiler Betriebssysteme (Beispiel: Betriebssystem iOS mit den DAW-Applikationen Auria Pro, Cubase, MultiTrack DAW, Xewton Music Studio, GarageBand etc.). Die DAWs können je nach Ausbaustufe an verschiedene Einsatzbereiche angepasst werden.
Es gibt zwei Arten der host-basierten Systeme, native und DSP-Systeme.
Native Systeme bestehen aus einem Computer mit Audio-Software, dessen Prozessor die komplette Bearbeitung aller Signale übernimmt. Dadurch ist diese Lösung sehr preisgünstig und man kann verschiedene Software-Applikationen wie Logic Pro oder Pro Tools abwechselnd verwenden. Ältere leistungsschwächere CPUs stoßen dabei aber auch leicht an ihre Grenzen, da der Computer nicht nur für die Audio-Bearbeitung, sondern auch für andere Prozesse Rechenleistung verwenden muss, weswegen native Systeme eher in Heimstudios verbreitet sind, deren Budget keine aufwändigere Lösung zulässt. Durch die technische Weiterentwicklung der CPUs, Solid-State-Drive-Festplatte und des Arbeitsspeichers können auch native Systeme aktuell eine sehr gute Leistung vorweisen.
DSP-Systeme haben integrierte DSP-Karten, auf denen von eigenen Prozessoren die Audio-Bearbeitung erledigt wird. Die CPU des Rechners bleibt so frei für die üblichen Aufgaben wie Grafik-Darstellung. Ein DSP-System ist wesentlich teurer als ein natives System, aber dafür auch deutlich leistungsfähiger.

## Leistung
In jeder DAW ist die Leistung eines Systems abhängig von der Prozessorleistung beziehungsweise -geschwindigkeit. Folglich sollte die CPU so schnell wie möglich sein. Außerdem ist es von Vorteil, einen sehr großen Arbeitsspeicher (RAM) zu verwenden. Ein schnelles und leistungsfähiges System kann viele Plugins einsetzen und eine hohe Anzahl an Spuren gleichzeitig abspielen. Ferner ist es ratsam, Audio nicht auf der Systemfestplatte aufzunehmen. Bei Verwendung von Festplatten sollte für die Aufnahmen eine separate Festplatte zur Verfügung stehen, bei Verwendung von Solid State Drives spielt dies keine Rolle. Ein wichtiges Kriterium ist außerdem die Lautstärke der Hardware. So sind ein lüfterloses Netzteil, ein geräuschdämmendes Festplattengehäuse oder der vollständige Verzicht auf Festplatten und Ersatz durch geräuschlose SSDs und sehr leise CPU- und Systemlüfter empfehlenswert. Da bei leistungsstärkeren Systemen die Lautstärke zunimmt (zum Beispiel Zusatzlüfter zur Kühlung der Hardware, laute Grafikkarten etc.), können diese Systeme auch in einem klimatisierten, schalldichten Serverschrank untergebracht werden.

## Funktionen und Funktionseinteilung
Die Benutzerschnittstelle einer DAW besteht meistens aus mehreren Programmfenstern, die unter anderem ein virtuelles Mischpult beinhalten. Hier werden die Spuren/Kanäle mit Einschleif- und Ausspielwegen, der Bus-Zuweisung, Panoramaregler, Solo- und Mute-Tasten und der Fader dargestellt. Sämtliche Parameter können mit der Maus verändert werden. Eine Automation ist ebenfalls möglich. Manche Programme lassen sich auch über eine externe Fernsteuerung bedienen (Pro Tools, Logic, Cubase, Samplitude etc.). Diese ähnelt einem konventionellen Mischpult und erleichtert so die analoge Anpassung der digitalen Werte.
Standard-DAW
Eine DAW, die normale Anwendungen im Audiobereich durchführen kann (Aufnahme, Audioschnitt).
Spezial-DAW
Eine DAW, die nur einen speziellen Aufgabenbereich abdeckt (nur Aufnahme, nur Audioschnitt, nur Sound-Design etc.)
Advanced DAW
Eine DAW, mit der alle Anwendungsmöglichkeiten realisiert werden können (Aufnahme, Audioschnitt, Mischen, Mastering, Videovertonung u. v. m.).

## Interoperabilität (DAWproject)
2023 wurde von Bitwig (Bitwig Studio) und PreSonus (Studio One) für eine Interoperabilität zwischen unterschiedlichen Digital Audio Workstations samt ihrer propriäterer Projekte der Dateiformat-Standard DAWproject eingeführt. Durch ein einheitliches Format wird der Austausch zwischen Projektbeteiligten mit unterschiedlicher Software gefördert und ein Lock-in-Effekt verringert.
Seit Ende 2024 wird das Dateiformat auch von Steinberg Cubase unterstützt.

## Programm-Beispiele

### Freie / Open-Source Wave Editoren (Digital Audio Editor)
- Audacity
- MusE

### Freie / Open-Source DAWs
- Ardour
- Audiotool[5]
- LMMS
- Qtractor
- Rosegarden
- Traverso DAW[6]
- Chaotic[7]
- DarkWave Studio[8]
- Frinika[9]
- Macaw[10][11]
- Musagi[12]
- Open Octave[13]
- Psycle
- Jeskola Buzz
- MuLab-Free
- Tracktion T7
- Zryhtm[14]

### Proprietäre DAWs (Auswahl)
- Ableton Live
- Adobe Audition
- Apple Logic Pro
- BandLab
- Bitwig Studio
- Digital Performer
- FL Studio
- GarageBand
- MAGIX Sound Forge
- MAGIX Music Maker
- MAGIX Samplitude
- PreSonus Studio One
- Pro Tools
- Propellerhead Reason
- REAPER
- Record
- Renoise
- Steinberg Cubase
- Steinberg Nuendo

### Proprietäre sonstige Audio-Software
- MadTracker (Tracker)